# マッサージ

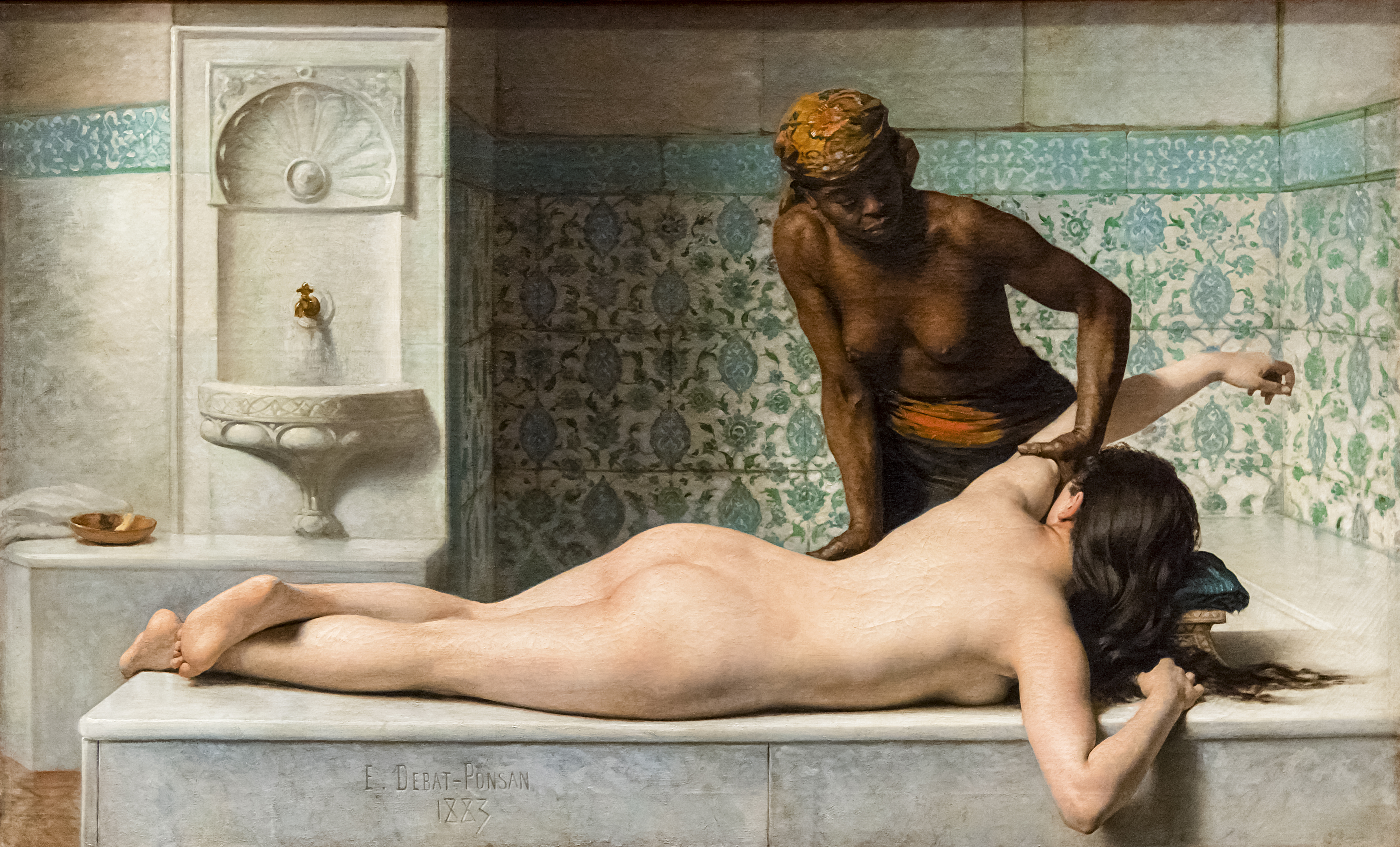
19世紀に描かれたマッサージの絵画

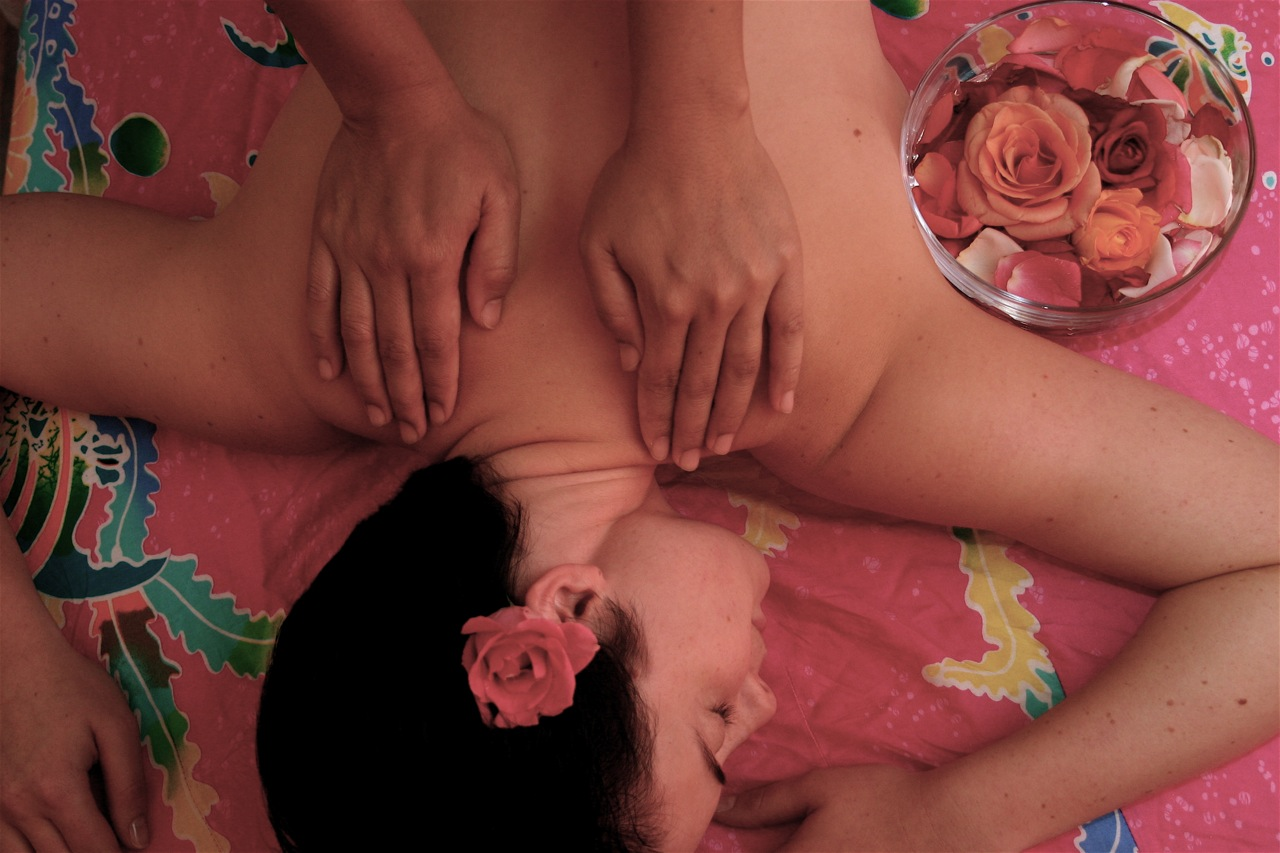
ドイツ、フランクフルトにおけるマッサージ

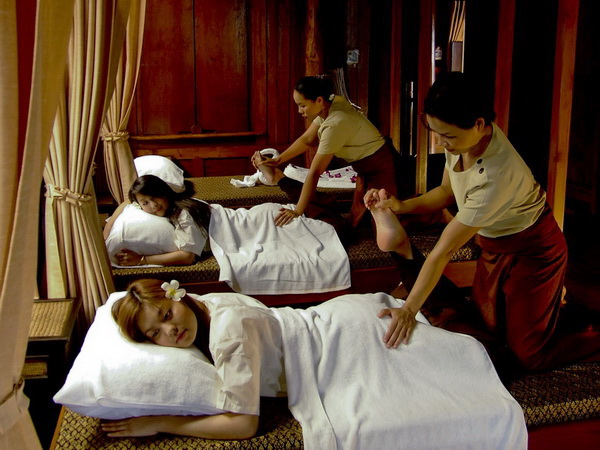
タイにおけるマッサージ

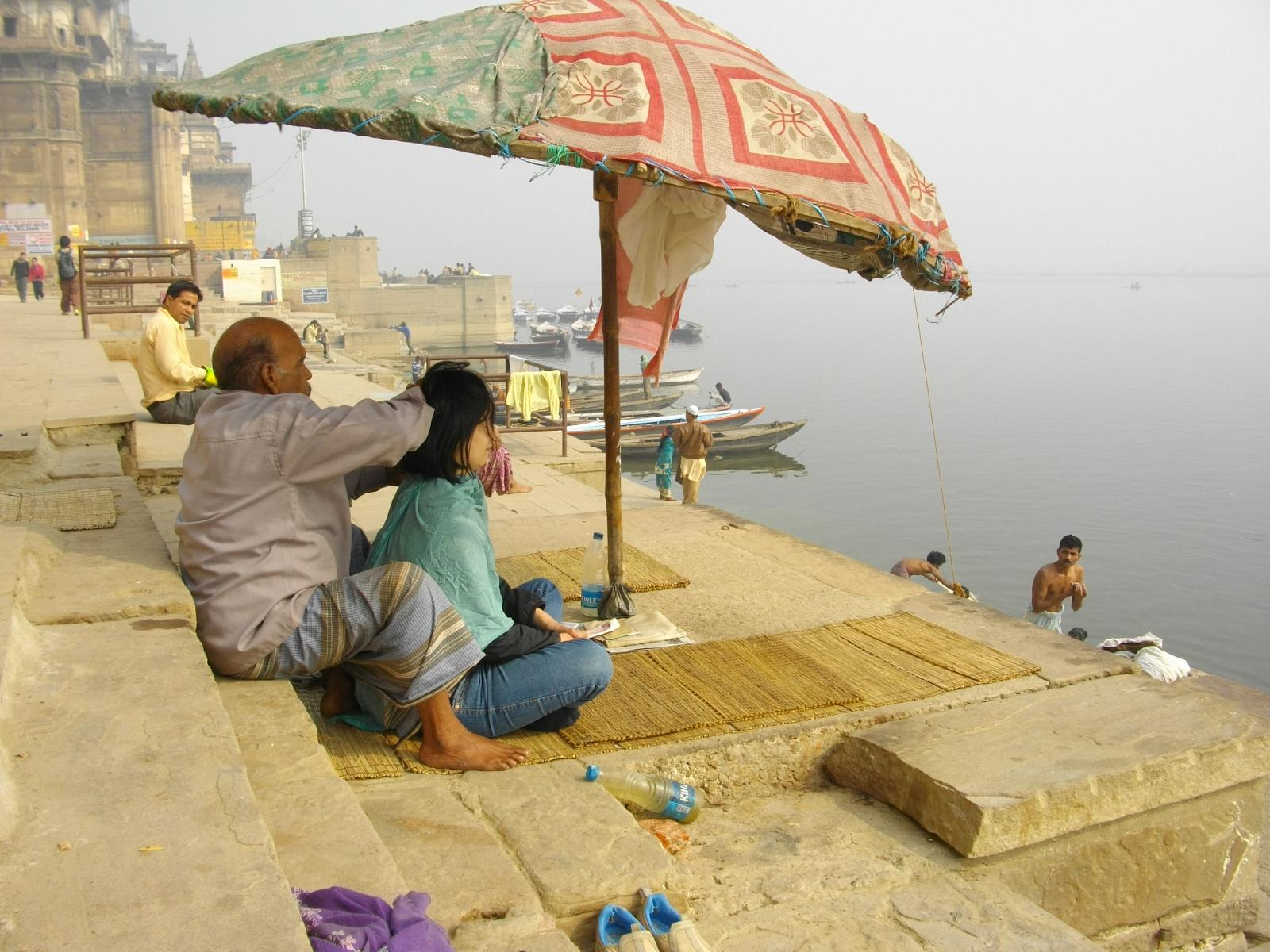
インドのヘッドマッサージ

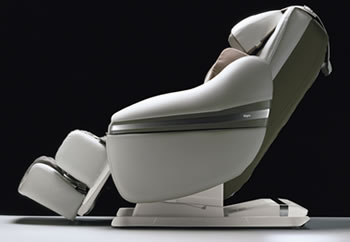
日本のマッサージチェア文化。マッサージ機

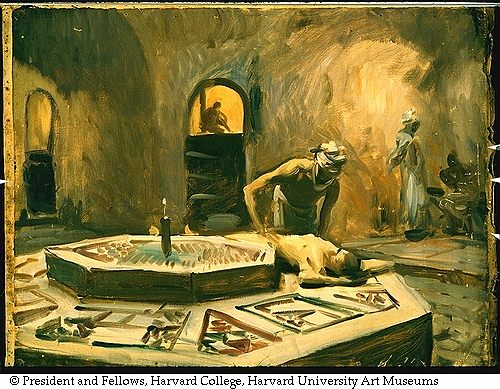
Massage in a bath house (1890-1891） John Singer Sargent (1856-1925)

マッサージ（英: Massage）は、皮膚に求心的に施術することにより主に静脈系血液循環の改善やリンパ循環の改善を目的にした手技療法。マッサージは、フランスで生まれた手技療法（仏: Massage、マサージュ）を指すが、同様の効果を得られるものとしてタイ式や朝鮮式のマッサージ（アンマ（안마）と呼ばれるものは除く）も便宜的に「マッサージ」と呼ばれる。現在の日本では、疲労回復又は疾病の治療目的で反復継続の意思をもって行うには国家資格であるあん摩マッサージ指圧師免許が必要であり無資格での施術は刑事処分の対象にもなるが、現実のマッサージ業者は無資格が多数で摘発が進んでいないのが現状である。

## 概説
マッサージはヨーロッパ発祥の手技療法である。マッサージは厳密には指先などの末梢部から心臓に向かって施術を行う（按摩の施術はその逆となる）。マッサージには静脈やリンパの滞りを改善しその流れを促進する効果がある。
スポーツ・運動時前後には、筋肉緊張をほぐしたりするためにマッサージが用いられる。他にマッサージによる（適度な）刺激などにより、緊張の緩和をもたらし、筋肉痛を和らげる、排便を促す、気分が和らぎ眠りを誘う、等がある。
マッサージは通常医療の場でも（リハビリテーション等々）、代替医療の場でも、様々な健康増進目的で個々人が自分自身に行う形（セルフマッサージ）でも行われている。
マッサージはギリシャ語のマッシー（揉む）、ラテン語の手、アラビア語のマス（押す）、ヘブライ語の触るが語源とされる。近世以降、科学的にマッサージが手技療法として医学的に応用する価値があると提唱したのはフランスのアンブロワーズ・パレ（Ambroise Paré）であった。マッサージはヨーロッパに発生したものではあるが、手技療法は命を守るための本能的な行為であり、古代インドのYogavade、古代中国の導引按蹻（自己体操法、按摩法）、トンガ諸島のtoogi-toogi、サンドウィッチ諸島のlomi-lomiなど世界各地に手技療法はみられる（各地の手技療法については按摩やロミロミなど個別記事を参照）。

## 西洋

### 歴史
古代ギリシャの医師であったヒポクラテスは医学を志す者に対してマッサージ技術の習得を奨励していた。
先述のように、16世紀になりフランスのアンブロワーズ・パレ（Ambroise Paré）が科学的にマッサージが手技療法として医学的に応用する価値があると提唱した。その後、19世紀にかけて解剖学や生理学の進歩とともに、スウェーデンでの治療体操法、オランダでのマッサージ研究、ドイツやオーストリアでのマッサージの施術効果などによってマッサージ療法は医療として確立されることになった。

### スウェーデンマッサージ
スウェーデンでは、19世紀にスウェーデン体操の創始者でもあるペール・ヘンリック・リングによって医療とマッサージを一つにしたシステムが作られ、このマッサージはスウェーデンマッサージと呼ばれるようになった。
スウェーデンマッサージはヨーロッパの古典的マッサージに比べて、深部の筋などの組織へのアプローチを重視し、少量のオイルやクリームを使う特徴がある。スウェーデンマッサージは、富裕層を対象とする贅沢なものとみられていたが、医療領域、スポーツ領域、美容領域にも普及してきている。米国ではスウェーデンマッサージが手技療法の主流の一つになっている。

### タクティールマッサージ
スウェーデンでは皮膚に軽い刺激を与えることで接触受容体を活性化し、それが痛覚受容体よりも早く脳に信号が送られることで痛みが軽減されるタクティールマッサージも開発された。タクティールマッサージには体全体に安心感をもたらすオキシトシンの分泌を促す効果があり、不安等にも効果があるとされ、認知症へのケアなど医療・福祉現場で積極的に取り入れられるようになっている。タクティールマッサージは医療機関や高齢者福祉施設のほか保育所などでも導入されており、各地で認定タクティールケア師がケアを行っている。特に認知症の患者のケアでは認知症の周辺症状の緩和効果がみられ、高齢者の精神状態が改善され不穏行動も少なくなることで、ケアワーカーの負担も減ったと報告されている。

## 日本

### 歴史
日本においては元々按摩（あんま）が用いられてきた。
明治時代、軍医である橋本乗晃がフランスのマッサージを視察し、研究した。その後、日本にマッサージを医療法の一つとして導入された。
1920年（大正9年）4月21日、内務省が按摩術営業取締規則を改正公布。これを機にマッサージ営業が免許制となった。
現在の「あん摩マツサージ指圧師、はり師、きゆう師等に関する法律」において、あん摩マッサージ指圧師免許もしくは医師免許（共に国家資格）がなければ日本においてマッサージを業として行うことはできない、とされている。

### 法令

#### 厚生労働省見解のマッサージの定義
看護師に関して、マッサージは臨地実習において看護学生が安楽確保の技術として、教員や看護師の助言・指導により学生が単独で実施できるものとして検討会で出され、看護師の基礎教育の中で行うことが望ましいとされている。
法律での定義はされていないが、無資格者マッサージ施術で「エーワン」（経営者は、あん摩マッサージ指圧師の有資格者）を摘発するにあたり、厚生労働省はマッサージの定義を「体重をかけ、対象者が痛みを感じる強さで行う行為」と回答している。
また厚生労働省（旧厚生省）は、無免許あん摩師の取り締まりの疑義紹介とあん摩マッサージの定義について下記の通り公文書にて回答している。

#### 判例上の定義
清水簡易裁判所/判決/昭和34年（ろ）50号（下級裁判所刑事裁判例集1巻10号2144頁）においては次のように判示している。

### 保険適用
マッサージ治療は医師が認めた場合に限り健康保険の適用がある。はじめて治療を受ける場合には医師の同意書または診断書が必要で、以後3か月ごとに医師の再同意が必要となる。
また、保険適用の対象は筋麻痺や関節拘縮などの症状がみられる場合のみに限られる。

### 法的な問題点

#### 施術免許無資格者問題
名称の如何に関わらずマッサージを業とできる者は、医師以外では「あん摩マッサージ指圧師」の有資格者のみである。   
しかし、あん摩マツサージ指圧師、はり師、きゆう師等に関する法律には、「あん摩」や「マッサージ」の行為・方法の定義がされていない為、職業選択の自由もあり「整体」や「整足」｢リラクゼーション｣などの看板を掲げ、無資格でマッサージ類似行為をする者が後を絶たず、また、柔道整復師による保険を利用した激安マッサージも問題になっている。

#### 施術名称問題
上記で注意が必要なのは、厚生労働省通達によると施術行為自体で違法とはならずとも、あん摩・マッサージ・指圧を標榜して類似行為を行えば「あん摩マツサージ指圧師、はり師、きゆう師等に関する法律」の違反となる見解を示している。   
柔道整復師、理学療法士及び助産師が行うマッサージに関しては「手技療法」を参照。

## タイ
タイ王国にはスコータイ王朝時代に確立されたといわれるタイ古式マッサージがある。

## マッサージチェア
マッサージチェア（自動マッサージ機とも呼ばれる）とは、内蔵された突起が稼動し、手指によるマッサージに近い動きをする。市販されている他、おもに銭湯・温泉などに有料で設置されている事が多い。腰掛けて背中をマッサージする椅子型や、足を入れて足裏をマッサージするもの等がある。近年ではプログラムが高度になり、細かく様々な揉みかたをするようになった。

## 関連文献

### 論文、学会発表 類
- 小宮秀明, 前田順一, 竹宮隆「140.筋硬度からみた局所筋運動後のマッサージ効果について」『体力科學』第44巻第6号、日本体力医学会、1995年12月、676頁、ISSN 0039906X、NAID 110001946538、CRID 1572261551732433920。
- 須藤明治, 赤崎房生, 角田直也「146.アクアマッサージ中の筋組織血液動態(呼吸・循環,一般口演,第60回 日本体力医学会大会)」『体力科學』第54巻第6号、日本体力医学会、2005年12月、491頁、ISSN 0039906X、NAID 110005851495、CRID 1570009751908044672。 (要購読契約)
  - 須藤明治, 角田直也, 渡辺剛「アクアマッサージ中の筋組織血液動態の変化」『国士舘大学体育研究所報』第25巻、国士舘大学体育学部附属体育研究所、2007年、31-42頁、ISSN 0389-2247、CRID 1050282812690254464。
- 北爪加代子, 井田みつ江, 黒崎公代, 小林めぐみ, 木村恵理子, 中澤仁美, 伊藤綾乃, 山川初恵 date=2006-11「1. 緩和ケア患者のコミュニケーション手段としてアロママッサージ導入を試みて（第13回群馬緩和医療研究会）」『北関東医学』第56巻第4号、北関東医学会、361-361頁、hdl:10087/4291、ISSN 1343-2826、NAID 110004852954、CRID 1050282812640523264。
- 佐藤都也子「<原著>健康な成人女性におけるハンドマッサージの自律神経活動および気分への影響」『山梨大学看護学会誌= 山梨大学看護学会誌』第4巻第2号、山梨大学看護学会、2006年、25-32頁、doi:10.34429/00003666、ISSN 1347-7714、NAID 110006163965、CRID 1390853649747171072。

### 書籍類
- 『イラストでみるスポーツマッサージ―スポーツ選手の実践的コンディショニング法』大修館書店、1997、ISBN 4469263729
- 『マッサージのしくみ―肩こり・腰痛を治す!』宝島社新書、2000、ISBN 4796617485
- 岡本佐智子『根拠がわかる看護マッサージ　患者を癒やすリラクセーション技術』中央法規出版、2017、ISBN 978-4-8058-5564-5
- 安斎 康寛『リンパマッサージ&アロマテラピー―のんびり癒し時間』高橋書店、2003、ISBN 447103216X
- マイケル・W. フォックス『フォックス先生の犬マッサージ』洋泉社、2004、ISBN 4896918576
- 百々 雅子『自分でできるアロママッサージ』PHP研究所、2004、ISBN 4569638031
- 邱 淑恵『手もみ・足もみツボマッサージ』成美堂出版、2004、ISBN 4415026389
- ナレンドラ メータ 『インディアンヘッドマッサージ―世界的第一人者のチャンピサージ・テクニック公開』産調出版、2004、ISBN 4882823926
- 大槻 一博『タイマッサージ・バイブル―ワットポースタイル』BABジャパン出版局、 2005、ISBN 4894229226
- 福田 稔『爪もみ&経絡マッサージ』日本実業出版社、2005、ISBN 453403928X
- 森松 昭雄, 中山 明善『図解 ホームマッサージ―すぐに使える部位別・症状別・セルフマッサージ』 山海堂、2006、ISBN 4381086406
- 森田 玲子『赤ちゃんもママもしあわせ〓ベビーマッサージ』、ベネッセ・ムック―たまひよブックス、2006、ISBN 4828862528
- 『スウェーデン・マッサージ入門』医道の日本社、2007、ISBN 4752930838
- 下 正宗, 加川 豊『家庭でできるリハビリとマッサージ―イラストでよくわかる』成美堂出版、2008、ISBN 4415303323
- Amelia D. Auckett,  Baby Massage:Parent-Child Bonding Through Touch,　1989,  ISBN 1557040222
- Vimala Schneider McClure,  Infant Massage:A Handbook for Loving Parents, 2000,  ISBN 0553380567

### 厚生労働省
- 「無資格者によるあん摩マッサージ指圧業等の防止について」
- 「医業類似行為に対する取扱いについて」